# Blade Loki
Blade Loki – polski zespół muzyczny założony w 1992 roku we Wrocławiu. Wykonuje melodyjną odmianę punk-rocka z elementami hardcore, reggae i ska. W 1995 zespół zagrał na festiwalu „Odjazdy”. W tym samym roku nagrali pierwszą płytę Młodzież olewa. W 1998 roku utwór „Manifest” ukazał się na składance Jedna Rasa – Ludzka Rasa. Muzyka Przeciwko Rasizmowi, część 2 wydanej w ramach kampanii „Muzyka Przeciwko Rasizmowi” Stowarzyszenia „Nigdy Więcej” (w 2021 roku album ten ukazał się po raz pierwszy na płycie winylowej). Z kolei piosenki pt. „System” i „Co się stało” pojawiają się na jednej ze składanek w USA. To wszechstronny skład, który za sprawą 31-letniej już działalności zapewnił sobie miejsce w czołówce polskiej sceny alternatywnej. Ich twórczość to z jednej strony przewrotne i zaangażowane społecznie teksty, z drugiej – połączenie punk-rocka i ska, wzbogacone o instrumenty dęte.

## Biografia zespołu
Zespół powstał we Wrocławiu w 1992 roku. Po trzech latach za płytę „Młodzież olewa” otrzymał tytuł „Debiut roku”. Kolejne krążki – „Blada płyta” oraz „Psy i koty” – stały się z kolei przepustką do występu na Przystanku Woodstock. Od czwartego albumu „...no pasaran” grupa stała się bardziej rozpoznawalna. Muzycy dwukrotnie pojawili się w programie „Kuba Wojewódzki Show”, a tytułowy utwór z ostatniego wspomnianego albumu można usłyszeć na składance „Bez obciachu” obok kawałków Hey czy Abradaba. W 2009 roku ukazała się piąta płyta „Torpedo Los”. „FRUUU”, to kolejny album utrzymany w typowej dla Bladych alternatywnej konwencji. Siódma płyta grupy z Wrocławia, z której utwory: „Podwodny” i „Naszym imieniem” przedpremierowo można było usłyszeć w jednej z ważnych stacji radiowych, gdzie przez wiele tygodni utrzymywały się w czołówce listy przebojów.  „Nie mów nikomu” – to muzyczna wypadkowa około-punkrockowych klimatów.

## Dyskografia
- Młodzież olewa (1995)
- Blada Płyta (2000)
- Psy i koty (2002)
- ...no pasaran (2006)
- Torpedo los!!! (2009)
- Frruuu (2012)
- Nie mów nikomu (2018)[5][6]

## Obecni członkowie
- Dorota „Doris” Karasińska – wokal (od 2019)
- Twurca – gitara (od 1995)
- Norbas – instrumenty klawiszowe (od 2002)
- Daniel Wrona – puzon, trąba barytonowa (od 2003)
- Lisu – trąbka (od 2004)
- Kefir – gitara basowa (od 2018)
- Michał "Wasyl" Wasilewski - perkusja (od 2020)[7]

## Byli członkowie

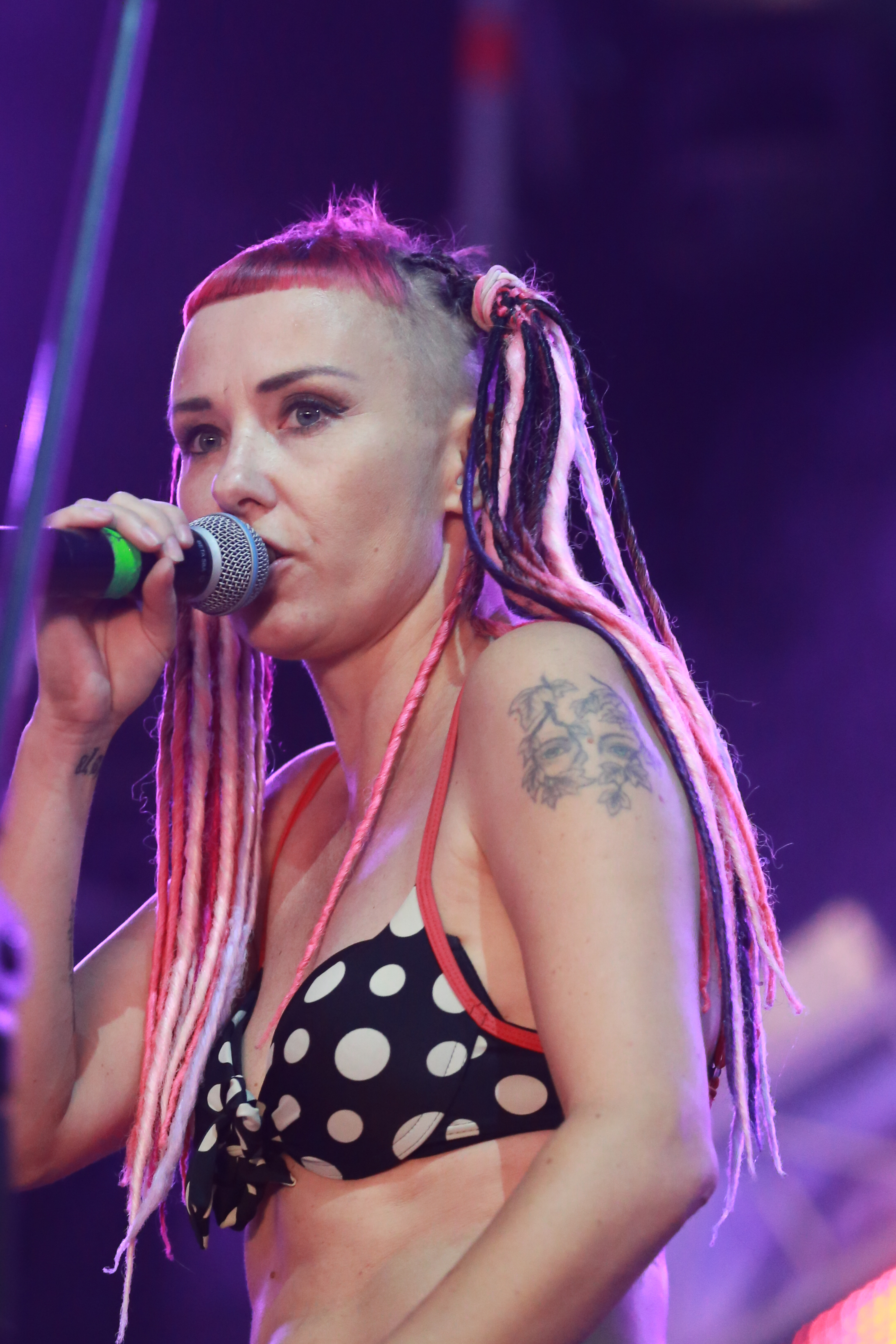
Agata Polic

- Magdalena Hycka – wokal (1992–1997)
- Agata Polic – wokal (1999–2009, 2010–2015)
- Agnieszka „Majka” Niemczynowska – wokal (2009–2010)
- Aneta „Anette” Adamek – wokal (2015–2018)
- Krzysztof Bielicki – gitara (1992)
- Irek Poniedziałek – gitara (1992–1995)
- Andrzej Dudzic – gitara basowa (od 1992–2018)
- Witek „Witja” Poźniak – perkusja (1993–2000)
- Przemek Kołodziejczak – saksofon (1997–2001)
- Piotr Selwesiuk – trąbka (1997–2002)
- Marek „Siekierka” Sieroszewski – perkusja (2000–2001)
- Grzegorz Kaczmarek – perkusja (2001–2003)
- Mateusz Wysłucha – puzon (2001–2002)
- Ania Kużas – trąbka (2002–2003)
- Jarek „Jaras” Dudrak – perkusja (2003–2006)
- Adam „Zwierzak” Moszyński – perkusja (2006–2014)
- Wojciech „Pucek” Włusek – perkusja (2014-2020)

## Gościnnie
- Arkadiusz „Pan Areczek” Rejda
- Monika „Diabełek”
- Goszo Angiełow